# Tony Sirico
Tony Sirico, właśc. Gennaro Anthony Sirico Jr. (ur. 29 lipca 1942 w Nowym Jorku, zm. 8 lipca 2022 w Fort Lauderdale) – amerykański aktor pochodzenia włoskiego. Odtwórca roli Petera Paula „Paulie Walnutsa” Gualtieriego w serialu Rodzina Soprano (1999–2007). Występował wiele razy w filmach Woody’ego Allena. Dwukrotny laureat Nagrody Gildii Aktorów Ekranowych.

## Filmografia

### Filmy
- 1981: Jak świetnie (So Fine) jako współpracownik
- 1990: Chłopcy z ferajny (Goodfellas) jako Tony Stacks
- 1991: Dwudziesta dziewiąta ulica (29th Street) jako Fortunado
- 1992: Niewinna krew (Innocent Blood) jako Jacko
- 1993: Krwawy Romeo (Romeo Is Bleeding) jako Malacci
- 1994: Strzały na Broadwayu (Bullets Over Broadway) jako Rocco
- 1995: Prezydencki szmal (Dead Presidents) jako oficer Spinelli
- 1995: Jej wysokość Afrodyta (Mighty Aphrodite) jako trener boksu
- 1995: Kasyno (Casino) jako hazardzista
- 1996: Wszyscy mówią: kocham cię (Everyone Says I Love You) jako zbiegły skazaniec
- 1996: Gotti (TV) jako Joe Dimiglia
- 1997: Cop Land jako Toy Torillo
- 1997: Przejrzeć Harry’ego (Deconstructing Harry) jako policjant
- 1998: Celebrity jako Lou DeMarco
- 1999: Mickey Niebieskie Oko (Mickey Blue Eyes) jako strażnik Risolli
- 2012: Inwazja rekinów (Jersey Shore Shark Attack, TV) jako kapitan Salie
- 2013: Nicky Spoko (Nicky Deuce, TV) jako Charlie Cement
- 2014: Taxi Brooklyn (TV) jako Tony
- 2016: Śmietanka towarzyska (Café Society) jako Vito
- 2017: Na karuzeli życia (Wonder Wheel) jako Angelo

### Seriale
- 1977: Kojak jako grecki bóg
- 1989: Policjanci z Miami (Miami Vice) jako Frank Romano
- 1999–200: Rodzina Soprano (The Sopranos) jako Paulie Walnuts
- 2005: Wróżkowie chrzestni (The Fairly OddParents) jako Wielki Tatuś (głos)
- 2010: Chuck jako Matty
- 2013–2014: Lilyhammer jako Tony Tagliano
- 2013–2016: Głowa rodziny (Family Guy) jako Vinny/w roli samego siebie (głos)
- 2016: Prawomocny (The Grinder) jako Sebastian
- 2017–2019: Amerykański tata (American Dad!) jako Enzo Perotti / gangster (głos)